# Pfaffgelände

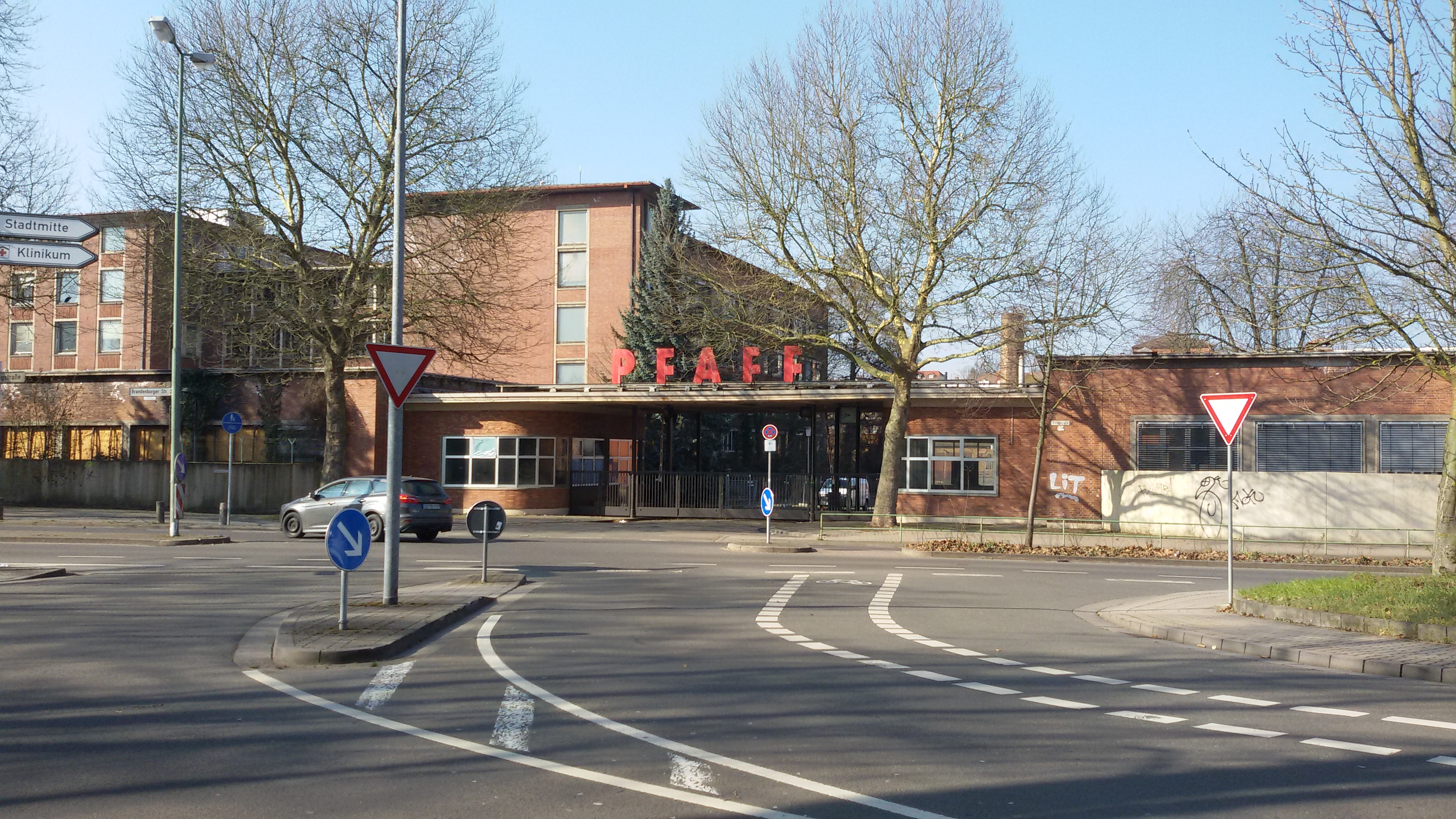
Portal am Haupteingang des ehemaligen Pfaffwerks

Das Pfaffgelände, auch Pfaffwerk, ist ein seit spätestens 2009 brachliegendes, ehemaliges Industrieareal des Nähmaschinenherstellers Pfaff in Kaiserslautern.
Das Gelände gilt seit seiner Schließung als größtes zusammenhängendes Entwicklungsgebiet im Stadtgebiet von Kaiserslautern. Als dominantes städtebauliches Element war es immer wieder Teil städtebaulicher Debatten über eine Konversion der Fläche. 2016 wurde mit der Sanierung des Geländes begonnen, nachdem die Ideen für die Konversion erstmals konkretisiert worden waren.
Das Portal am Haupteingang der Anlage bildet zusammen mit dem Verwaltungsgebäude direkt nebenan ein straßenbildprägendes Ensemble. Beide Gebäude stehen seit 2016 unter Denkmalschutz.

## Geschichte
Der Grundstein für das Pfaffwerk wurde 1862 gelegt, als der Instrumentenbauer Georg Michael Pfaff die Produktion von Nähmaschinen startete. Unter Leitung seines Sohns Georg Pfaff wuchs das Unternehmen stetig weiter. Bedingt durch den Ersten Weltkrieg kamen ab 1914 zudem auch rüstungsrelevante Produkte hinzu. Das Gelände wurde in den folgenden Jahren stetig erweitert und ausgebaut, sodass sich dort bis heute Gebäude aus einer 150-jährigen Baugeschichte finden lassen.
Als im Jahr 1917 Georg Pfaff starb, übernahm seine Schwester Lina Pfaff die Leitung des Unternehmens. Unter ihrer Führung entstanden 1924 u. a. das Pfaffbad und die Betriebskrankenkasse.
Nach ihrem Tod 1929 ging die Unternehmensführung an Karl Pfaff, auf den die Karl-Pfaff-Siedlung zurückgeht. Er starb als letztes Pfaff-Familienmitglied im Vorstand im Jahr 1952.
Im Zweiten Weltkrieg wurde während der Bombenanschläge auf Kaiserslautern 1944/45 circa 60 Prozent des Werksgeländes zerstört. Dennoch konnte die Produktion bald nach dem Krieg wieder aufgenommen werden. In dieser Zeit entstand auch das markante, straßenbildprägende Portal am Haupteingang, das bis heute besteht. 1956 bis 1957 entstand auch das große Verwaltungsgebäude von Architekt Fritz Seeberger sowie der Große Speisesaal.
Nach der Übernahme des ELTE-Werks in Landstuhl, der Gritzner-Kayser AG in Karlsruhe und dem Börsengang 1960 wurden im Hauptwerk in Kaiserslautern nur noch Industrienähmaschinen hergestellt. 1980 stieg der Jahresumsatz in die Milliardenhöhe und das Unternehmen wurde zum Weltkonzern. Danach nahm der Umsatz jedoch wieder ab, sodass es bereits Anfang der 1990er Jahre erstmals zu Verlusten kam und die Pfaff-Erben ihre Aktienmehrheit verkaufen mussten. Als Folge kam es zu Personalabbau.
Nachfolgend auf die Verluste wurden mehrere Insolvenzanträge gestellt, erstmals 1999. Danach wurde das Unternehmen mehrfach verkauft. Das Gelände wurde spätestens ab diesem Zeitpunkt nicht mehr vollständig genutzt. Als nach erneutem Insolvenzantrag 2008 der neue Investor mit dem Nachfolge-Unternehmen „Pfaff Industrie-Nähmaschinen AG“ ins Industriegebiet Nord bei Siegelbach umzog, endet die Produktion im Stammwerk im Jahr 2009 endgültig. Auch das Nachfolge-Unternehmen ging 2013 insolvent und ist mittlerweile wie der Konkurrent Dürkopp Adler aus Bielefeld Teil der chinesischen SGSB Group Co. Ltd.

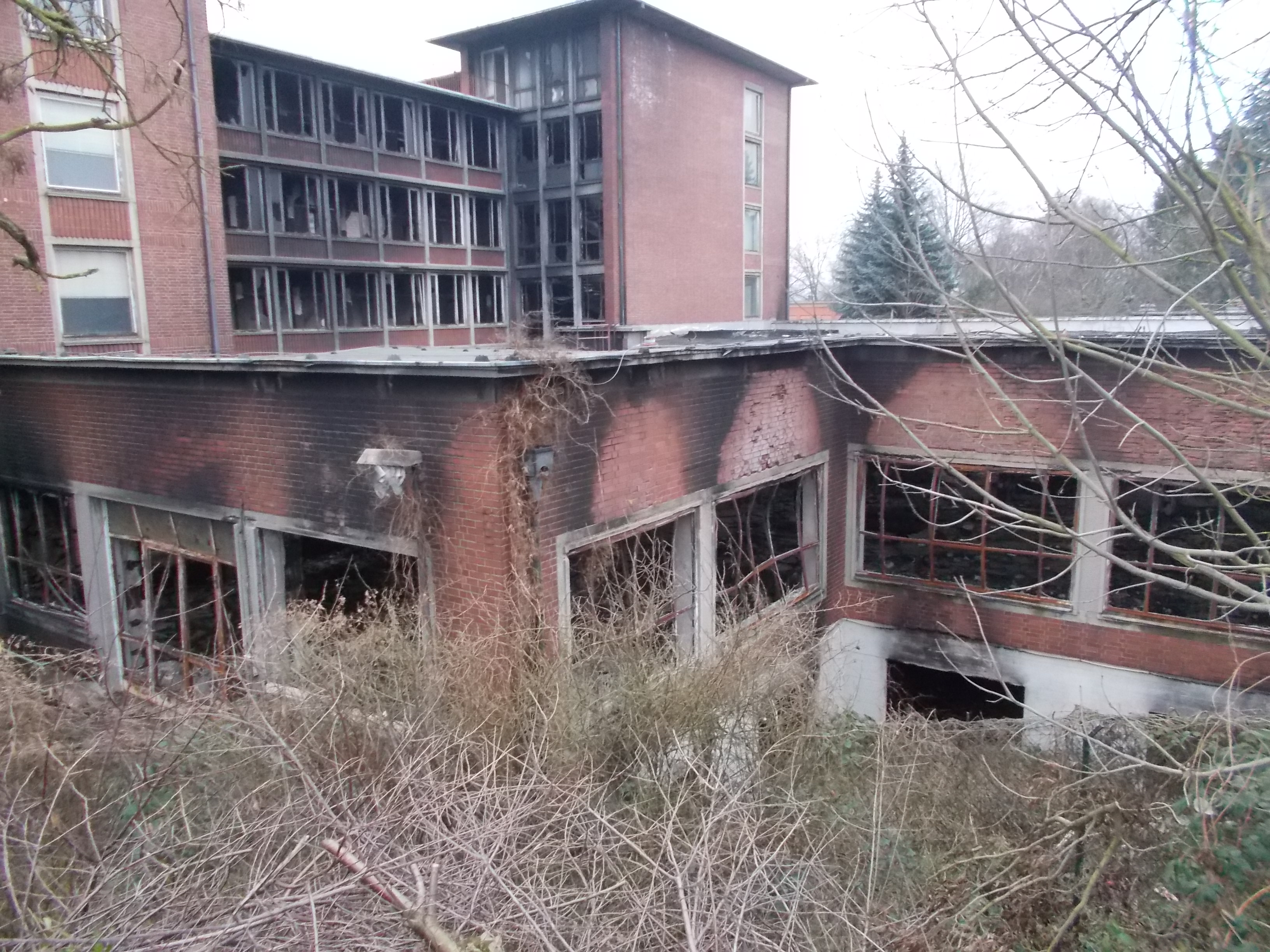
Brandschäden an Neuem Verwaltungsgebäude und Ausstellungspavillon

Bei einem Brand am 14. Februar 2013 brannte der Ausstellungspavillon, in dem einst die neuesten Modelle präsentiert wurden, völlig aus. Seitdem sind Teile des Gebäudes am Haupteingang stark baufällig. Auswirkungen auf das darüber liegende Bürogebäude konnten durch den Einsatz der Feuerwehr verhindert werden, obwohl die Tatsache, dass die Hydranten nicht mehr an das städtische Versorgungsnetz angeschlossen waren, zunächst Probleme bereitete. Des Weiteren ergab sich ein erheblicher Zeitdruck, da das Gebäude zusammenzubrechen drohte. Dies konnte durch eine Flutung mit Schaum verhindert werden. Über die Brandursache ist nichts bekannt. Nach dem Brand wurden im Bereich der Unfallstelle mehrere Giftstoffe gefunden, die man dort bislang nicht erwartet hatte, u. a. Dioxin.
Inzwischen befindet sich das Gelände zum Großteil in kommunaler Hand.
Ende 2016 wurde nach umfangreicher Bürgerbeteiligung, die im Januar desselben Jahres gestartet wurde, mit der Sanierung begonnen.

## Umnutzung

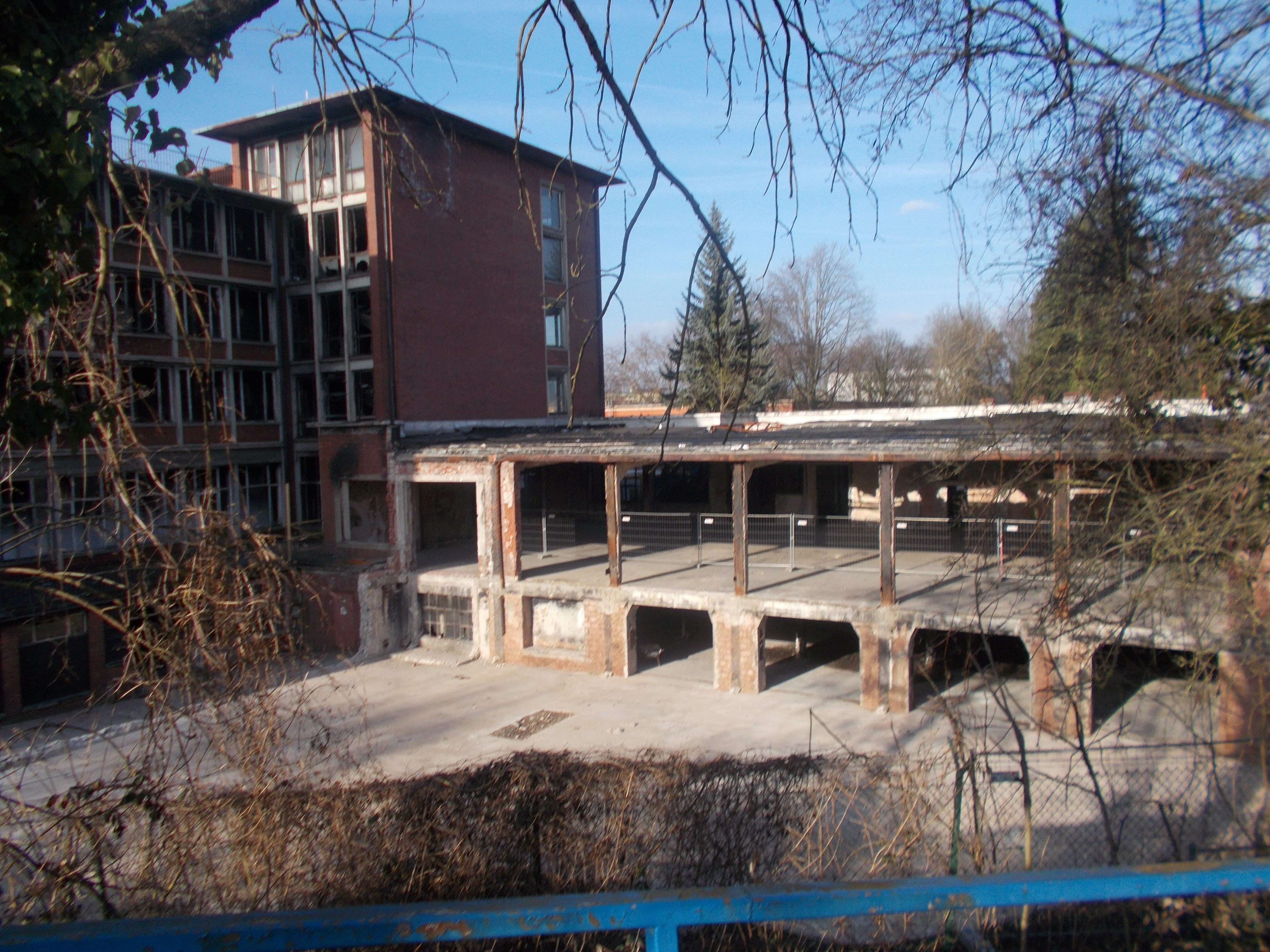
Verwaltungsgebäude nach Abriss des Ausstellungspavillons

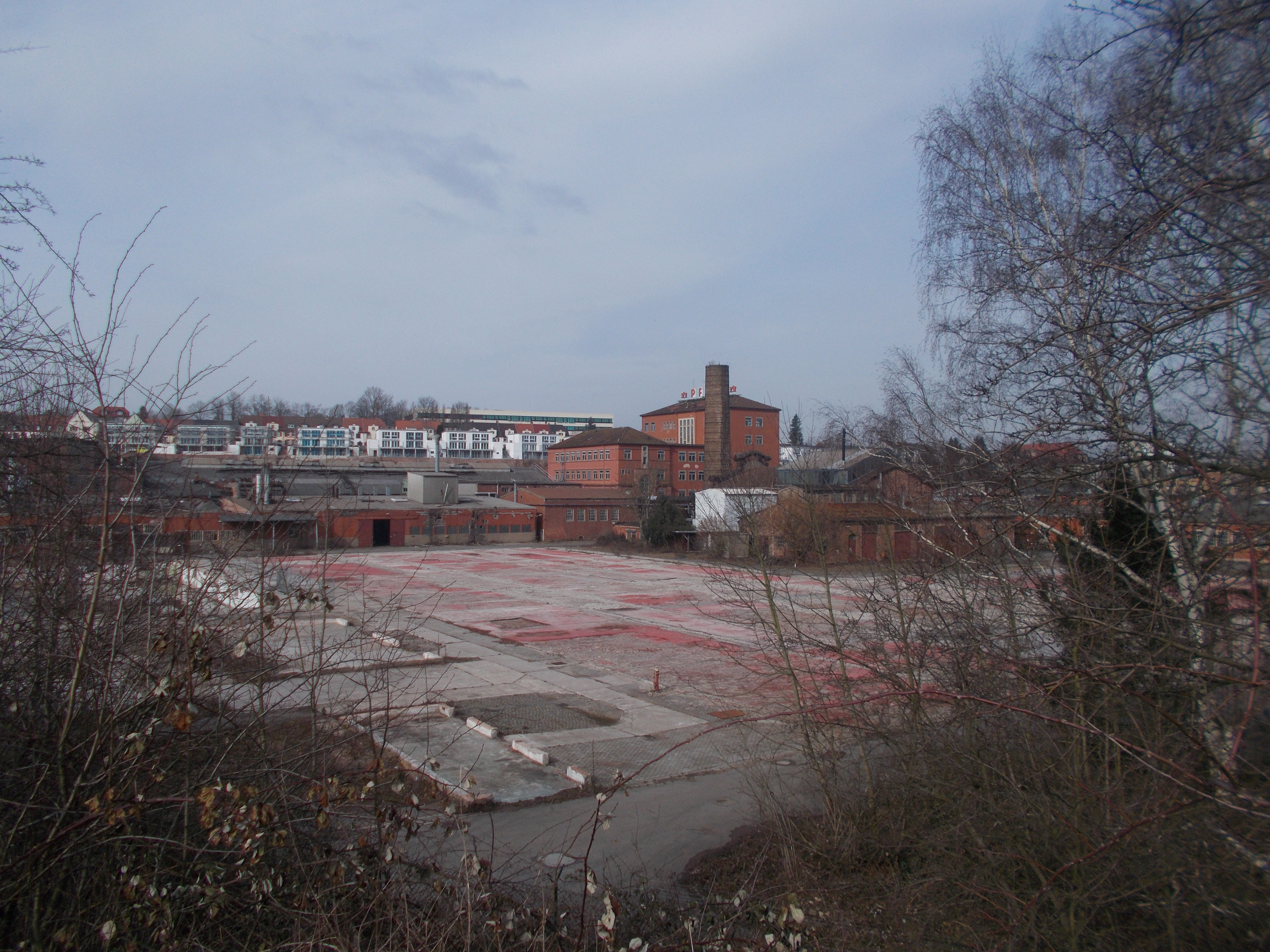
Pfaffgelände nach ersten Abrissmaßnahmen

Im Jahr 2014 wurde die Idee, das Pfaffgelände in den Campus der Technischen Universität (TU) Kaiserslautern zu integrieren – quasi als Fortsetzung des PRE-Uni-Parks auf dem Gelände des ehemaligen Güterbahnhofs –, erstmals öffentlich publiziert. Dabei wurden vor allem dafür plädiert, das markante Eingangsportal und das Verwaltungsgebäude trotz der Brandschäden von 2012 zu erhalten. Ebenfalls wurde dargestellt, dass versucht werden soll, die Gebäude wetterfest zu machen, um weitere Schäden zu minimieren. Nachdem Ende 2014 weite Teile des Areals für einen symbolischen Kaufpreis von einem Euro vom Insolvenzverwalter an die Stadt veräußert wurden, forderte der Kaiserslauterer Verein für Baukultur die Entwicklung eines klaren, städtebaulichen Gesamtkonzeptes für die Sanierung des Pfaffgeländes, um möglichst rasch mit der Konversion der Fläche beginnen zu können. Dabei setzte sich der Verein vor allem auch für frühzeitige Öffentlichkeits- und Akteursbeteiligung ein. Bei der Umwidmung müsse auch die Bedeutung des Unternehmens in der Geschichte der Stadt bedacht werden. Der Verein für Baukultur kritisiert auch den anfänglichen Versuch der städtischen Pfaff-Areal-Entwicklungs-Gesellschaft (PEG) auf dem Gelände einen kompletten Neubau für eine Konzernzentrale der Stadtwerke Kaiserslautern (SWK) zu errichten. Von dieser Möglichkeit nahmen die SWK jedoch am 19. November 2016 Abstand; der Neubau soll nun in der Karcherstraße entstehen. Es gab 2014 auch einen europaweiten Ideenwettbewerb zum Pfaffgelände, von dem jedoch nur ein Teil der Ideen übernommen wird.
Angeblich wegen der schlechten Erfahrungen am Nürburgring weigerte sich die Landesregierung recht früh, die Sanierung der Stadt Kaiserslautern in Kooperation mit einem privaten Investor zu überlassen, sodass die Stadt gezwungen war, die Sanierung allein durch die öffentliche Hand durchführen zu lassen. Nachfolgend kamen verschiedene Entwicklungsideen auf den Plan, die sich innerhalb der beiden folgenden Jahre schlagartig konkretisierten.
Seit Dezember 2015 teilt sich die Stadt die Schirmherrschaft über das Pfaffgelände mit der Pfaff-Campus-Projektgesellschaft (PCP). Seither werden gemeinsame Entwicklungskonzepte ausgearbeitet. Dabei wird das Ziel verfolgt, ein Gesamtkonzept zu entwickeln, um auf dem Gebiet ein Mischgebiet aus universitären Einrichtungen und Instituten, insbesondere aus dem IT-Bereich, und Wohnnutzung zu errichten. Im Januar 2016 fand erstmals eine öffentliche Informationsveranstaltung mit anschließendem Workshop statt, bei der sich die Bürger direkt am Planungsprozess beteiligen konnten. Dabei warf die PEG den besorgten Bürgern jedoch bereits Vorfeld „mangelnde Sachlichkeit“ vor. Im Rahmen der Bürgerveranstaltungen wurde jedoch ermittelt, dass sich viele mit dem Pfaffwerk identifizieren und es wichtig finden, diesen „Schatz“ zu erhalten. Künftige Investoren müssen also so viel wie möglich der Bausubstanz erhalten. Deshalb wird es auch als wichtig angesehen, schnell auch juristisch den Denkmalwert des Geländes festzustellen. Durch den hohen Einsatz der Bürgerinitiativen, der guten Erfahrung der Bürgerbeteiligung und der Reaktionen auf eine Petition zum Erhalt des Geländes, ist eine bürgernahe Entwicklung des Pfaffwerks seit Mitte 2016 näher denn je, obwohl der Stadtverwaltung anfangs Intransparenz vorgeworfen wurde, weil Termine weiterhin verschoben werden oder keine klaren Diskussionen zur Feststellung des Denkmalschutzes des Pfaffwerks feststehen.
Am 18. April 2016 fand letztendlich die lange herausgezögerte Pfaff.Werk.Stadt. statt, bei der verschiedene Konzepte zur Erhaltung erarbeitet wurden. Thomas Fischer, Mitarbeiter der TU, setzte sich für den Erhalt der zentralen, geländeprägenden Achse zwischen Haupteingang und Hauptgebäude ein; des Weiteren wurde für eine Verbindung der alten mit neuer Bausubstanz plädiert und dabei vor allem das Eingangsportal und das Hauptgebäude zu erhalten. Diese beiden Gebäude sollten daher auch unter Denkmalschutz gestellt werden. Dabei soll zwischen diesen beiden Gebäuden insbesondere Technologienutzung entstehen und sich an der von Fischer betonten Achse orientieren. Anschließend soll nun ein Bürgerdialog stattfinden, in dem viele Aspekte neu überdacht werden können.
Im Juli 2016 wurden als Folge der Bürgerbeteiligung erste Pläne für die Entwicklung des Areals veröffentlicht. Daraufhin wurde mit der Sanierung des Geländes begonnen. Dennoch wurden Zweifel laut, ob dieser gute Weg zur raumplanerischen und bürgerfreundlichen Umgestaltung des Pfaffwerkes auch künftig konsequent umgesetzt wird.
Im September 2016 fand jedoch die Zweite Pfaff.Werk.Stadt statt, bei der die im Juli veröffentlichten Pläne und Konzepte durch interessierte Bürger konkretisiert werden konnten. Diese fand im ehemaligen Speisesaal des Pfaffwerkes statt. Daher wirbt seit Ende September 2016 die PEG nun mit einem Hinweisschild für die Neuentwicklung des Pfaffgeländes. Der nächste Schritt ist nun eine aus der zweiten Bürgerbeteiligung abgeleitete Rahmenplanung, bei der auch wieder die Öffentlichkeit und viele weitere Akteure integriert werden sollen.
Anfang Oktober wurde zu einer Bürgerveranstaltung aufgerufen, bei der die PEG die Abrisspläne auf dem Pfaffgelände konkretisierte. Wegen zunehmender Sanierungsbedürftigkeit sei bei einigen Gebäuden ein Abriss nun unausweichlich. Die historische, brandgeschädigte Ausstellungshalle neben dem Neuen Verwaltungsgebäude gehört zu den dringend abzureißenden Gebäuden; auch die Denkmalschutzbehörde stimmt dieser Maßnahme zu. Im November 2016 wurde mit den Abrissarbeiten begonnen, doch zeitgleich fanden große Proteste gegen voreilige Abrissmaßnahmen statt. Auch das Alte Verwaltungsgebäude soll wegen der Verwendung umweltschädlicher Baustoffe aufgekauft werden.
Im Oktober wurde auch das erste stadtplanerische Konzept fertiggestellt. Das neue Konversionsgelände soll über vier Zufahrten und eine Grünanlage verfügen. Um diese vier Zufahrten gruppieren sich dann die verschiedenen Baukörper, in deren Mitte sich der denkmalgeschützte Teil des Geländes befindet. Die Entwicklung des Rahmenplans für dieses Konzept soll das Architekturbüro astoc/mess übernehmen.

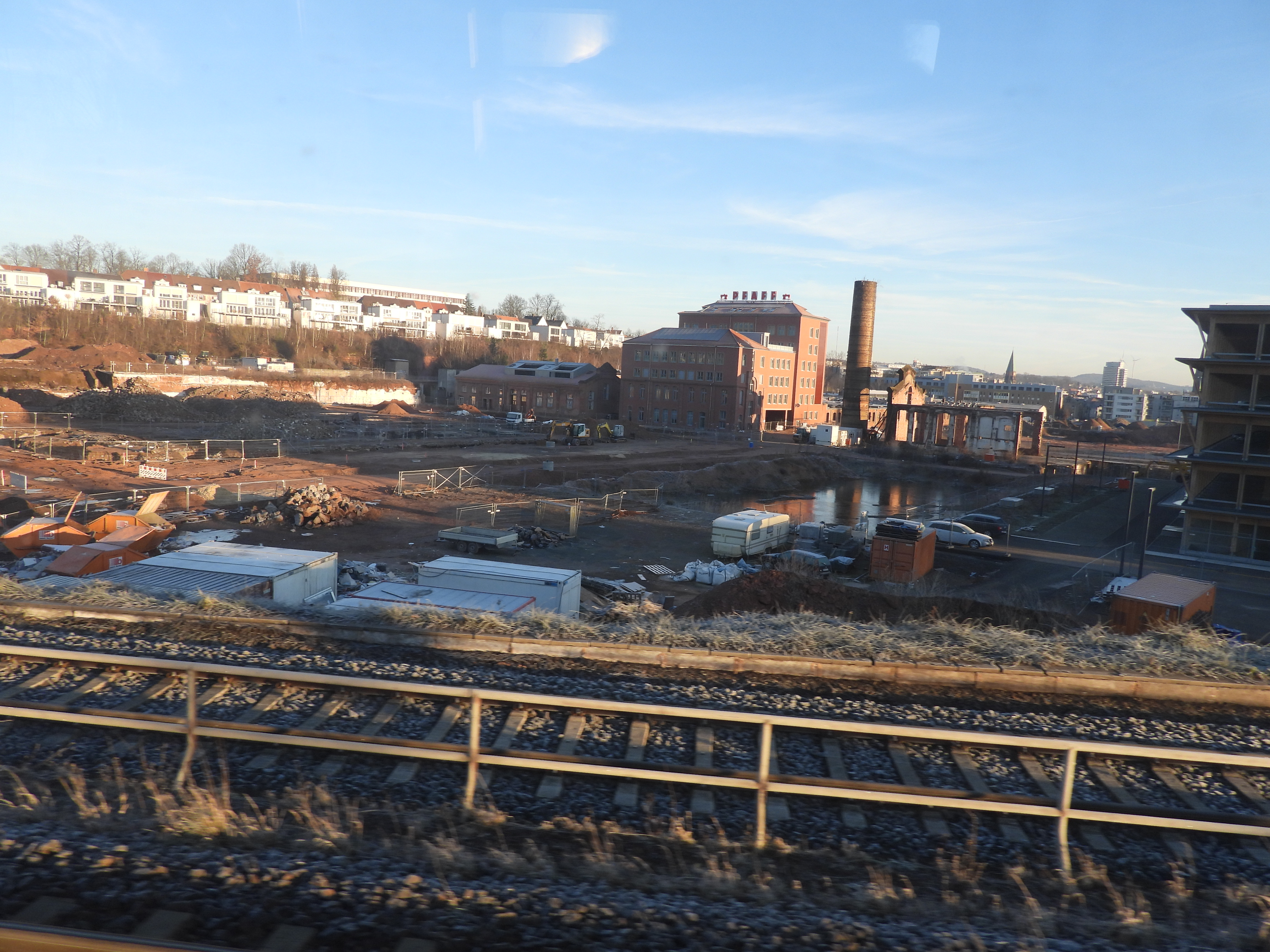
Pfaffgelände im Dezember 2024

Am 20. August 2024 wurde im ehemaligen Verwaltungsgebäude des Pfaffwerks das 15.000 m² große Medizinische Zentrum Kaiserslautern eröffnet. Dabei handelt es sich um ein Ärztehaus, das eng mit dem Westpfalzklinikum zusammenarbeitet.

## Trivia
Im Mai/Juni 2018 veranstaltete die Künstlerwerkgemeinschaft Kaiserslautern e.V. im alten Verwaltungsgebäude („PFAFF14“) an drei Sonntagen eine vielbeachtete Kunstaktion mit 27 beteiligten Künstlern. Für viele war das eine der letzten Möglichkeiten, Teile des Geländes und das Gebäude im ursprünglichen Zustand zu betreten.

## Haltepunkt Pfaffwerk

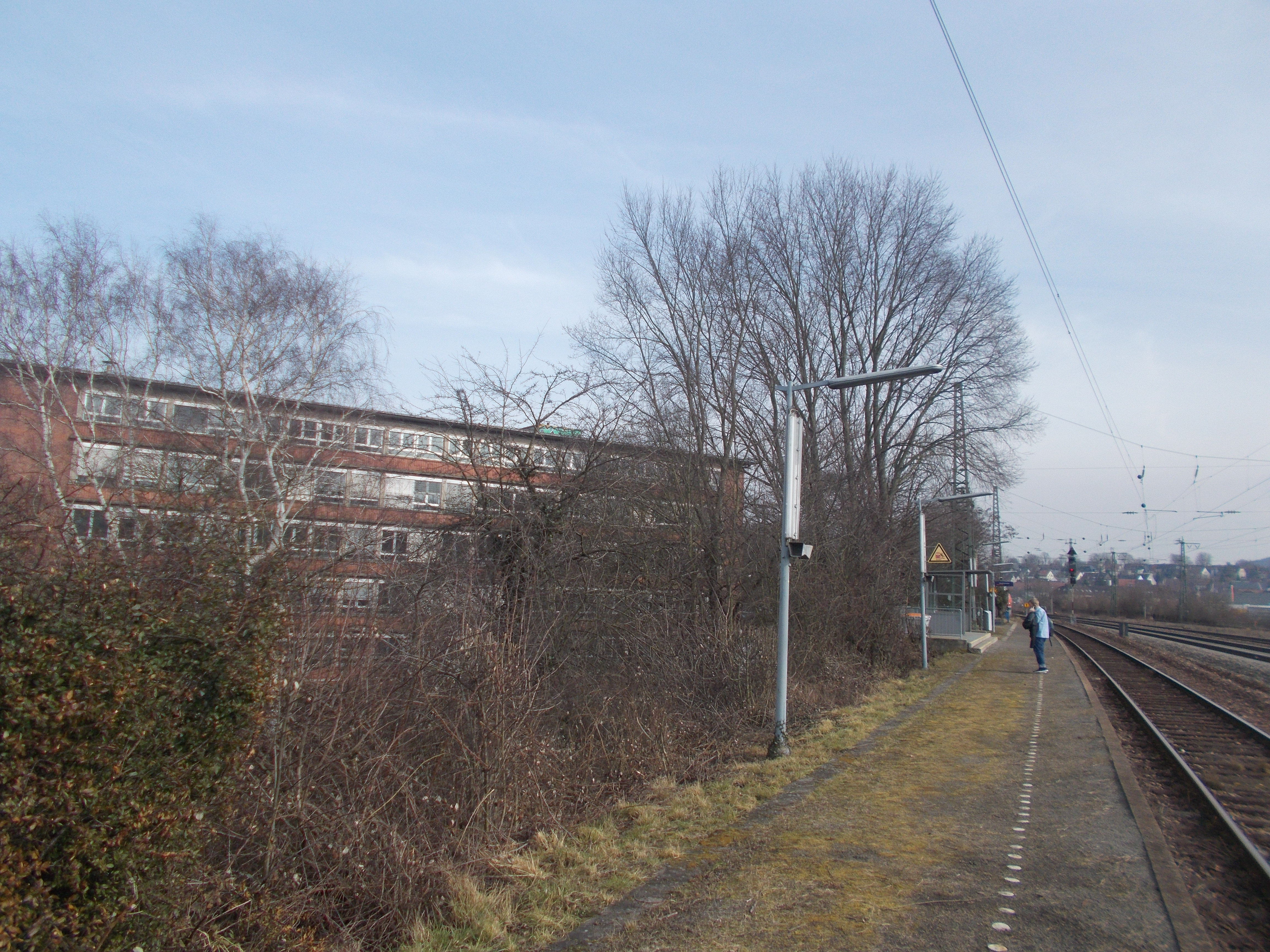
Haltepunkt Pfaffwerk

Das Pfaffwerk verfügt über einen eigenen, 1951 eingerichteten Haltepunkt an der Lautertalbahn. Er liegt unmittelbar hinter dem Abzweig von der Bahnstrecke Mannheim–Saarbrücken, ist aber von dieser gut einsehbar. Während der Haltepunkt bis 2007 vor allem dem Berufsverkehr der Mitarbeiter im Pfaffwerk diente, erschließt er heute das Wohnviertel an der Königstraße. Seither wird er wegen zurückgehender Nachfrage nicht mehr regelmäßig angefahren.